# Alfons van Bourbon-Sicilië

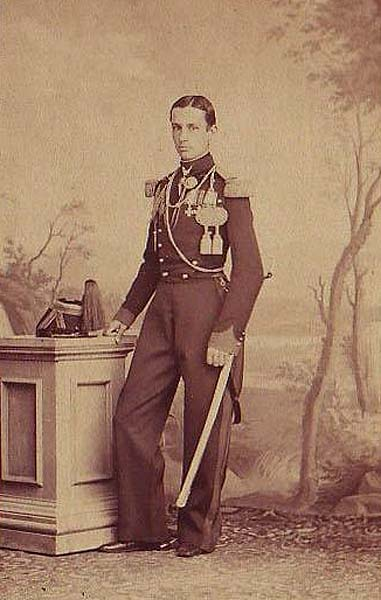
Alfons van Bourbon-Sicilië

Alfons Maria Jozef (Caserta, 28 maart 1841 – Cannes, 26 mei 1934) was een prins van Beide Siciliën en hertog van Caserta.
Prins Alfons werd geboren als de derde zoon van koning Ferdinand II der Beide Siciliën en diens echtgenote Theresia, dochter van aartshertog Karel van Oostenrijk-Teschen.

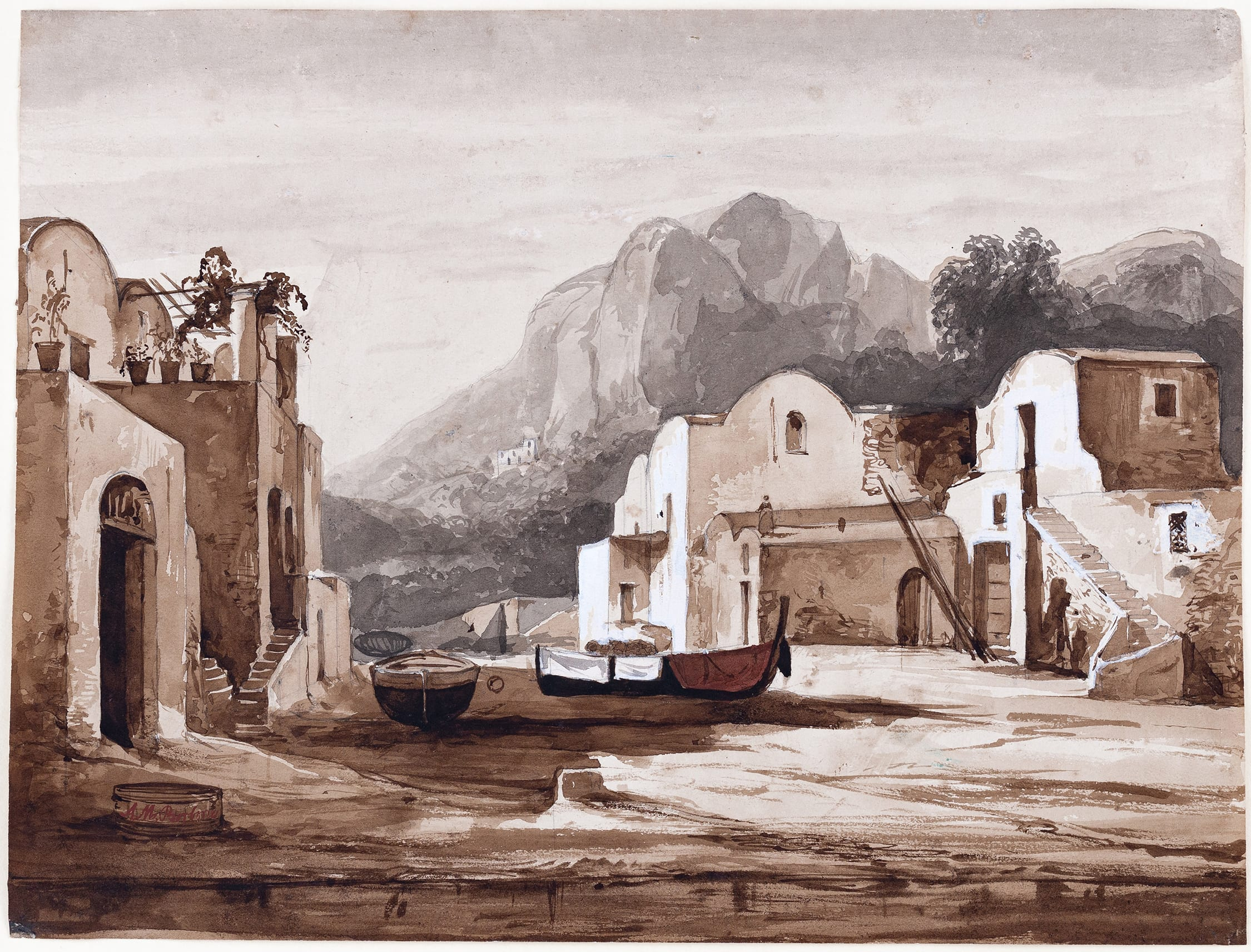
Capri (circa 1855) door Bourbon-Sicilië, geassisteerd door Achille Vianelli

Hij trad op 8 juni 1868 in Rome in het huwelijk met prinses Maria Antonia van Bourbon-Sicilië, dochter van Frans de Paula van Bourbon-Sicilië en Marie Isabella van Oostenrijk en kleindochter van koning Frans I der Beide Siciliën en grootvorst Leopold II van Toscane. Uit dit huwelijk werden twaalf kinderen geboren:
- Ferdinand (25 juli 1869 – 7 januari 1960), gehuwd met prinses Maria (dochter van koning Lodewijk III van Beieren)
- Carlos Maria (10 november 1870 – 11 november 1949), gehuwd met prinses Maria de las Mercedes van Spanje (dochter van koning Alfons XII van Spanje) en later met prinses Louise Françoise van Frankrijk (achterkleindochter van koning Lodewijk Filips I van Frankrijk)
- François (14 juli 1873 – 26 juni 1876), op jonge leeftijd gestorven
- Maria Immaculata (30 oktober 1874 – 28 november 1906), gehuwd met prins Johan George van Saksen (zoon van koning George van Saksen)
- Maria Christina (10 april 1877 – 4 oktober 1947), gehuwd met aartshertog Peter Ferdinand van Oostenrijk (zoon van groothertog Ferdinand IV van Toscane)
- Maria di Grazia (12 augustus 1878 – 20 juni 1973), gehuwd met Luíz van Orléans en Bragança (achterkleinzoon koning Lodewijk Filips I van Frankrijk en zoon van Gaston d'Orléans)
- Marie Josephine (25 februari 1880 – 22 juli 1971)
- Gennaro (24 januari 1882 – 11 april 1944), gehuwd met Beatrice Bordessa (1879-1963)
- Reinier (3 december 1883 – 13 januari 1973), gehuwd met zijn nichtje, gravin Maria Carolina Zamoyska
- Philippe (10 december 1885 – 9 maart 1949), gehuwd met prinses Marie Louise van Orléans (1896-1973) (achterkleindochter van koning Leopold I van België), en daarna met Odette Labori (1902-1968)
- François d’Assis (13 januari 1888 – 26 maart 1914)
- Gabriel Maria (11 januari 1897 – 22 oktober 1975), gehuwd met Margarete prinses Czartoryski (1902-1929), lid van de familie Czartoryski, en daarna met Cécile prinses Lubomirska (1907-2001)

Tussen 1886 en 1894 was Alfons erfgenaam van zijn oudere halfbroer Frans II der Beide Siciliën. Na diens overlijden in 1894 werd Alfons hoofd van het huis Bourbon-Sicilië en officiële pretendent op de troon van het voormalige Koninkrijk der Beide Siciliën. Hij stierf in 1934 te Cannes op 93-jarige leeftijd. Zijn oudste zoon Ferdinand volgde hem op.

## Kwartierstaat
| Ferdinand I der Beide Siciliën (1751-1825) | Ferdinand I der Beide Siciliën (1751-1825) | Ferdinand I der Beide Siciliën (1751-1825) | Ferdinand I der Beide Siciliën (1751-1825) | Ferdinand I der Beide Siciliën (1751-1825) | Ferdinand I der Beide Siciliën (1751-1825) | Maria Carolina van Oostenrijk (1752-1814) | Maria Carolina van Oostenrijk (1752-1814) | Maria Carolina van Oostenrijk (1752-1814) | Maria Carolina van Oostenrijk (1752-1814) | Maria Carolina van Oostenrijk (1752-1814)   | Maria Carolina van Oostenrijk (1752-1814)   |                                             |                                             | Karel IV van Spanje (1748-1819)             | Karel IV van Spanje (1748-1819)             | Karel IV van Spanje (1748-1819)                  | Karel IV van Spanje (1748-1819)                  | Karel IV van Spanje (1748-1819)                  | Karel IV van Spanje (1748-1819)                  | Maria Louisa van Parma (1751-1819)               | Maria Louisa van Parma (1751-1819)               | Maria Louisa van Parma (1751-1819) | Maria Louisa van Parma (1751-1819) | Maria Louisa van Parma (1751-1819)               | Maria Louisa van Parma (1751-1819)               |                                                  |                                                  | Keizer Leopold II (1747-1792)                    | Keizer Leopold II (1747-1792)                    | Keizer Leopold II (1747-1792) | Keizer Leopold II (1747-1792) | Keizer Leopold II (1747-1792)             | Keizer Leopold II (1747-1792)             | Marie Louise van Bourbon (1745-1792)      | Marie Louise van Bourbon (1745-1792)      | Marie Louise van Bourbon (1745-1792)      | Marie Louise van Bourbon (1745-1792)      | Marie Louise van Bourbon (1745-1792) | Marie Louise van Bourbon (1745-1792) |                                              |                                              | Frederik Willem van Nassau-Weilburg (1768-1816) | Frederik Willem van Nassau-Weilburg (1768-1816) | Frederik Willem van Nassau-Weilburg (1768-1816) | Frederik Willem van Nassau-Weilburg (1768-1816) | Frederik Willem van Nassau-Weilburg (1768-1816) | Frederik Willem van Nassau-Weilburg (1768-1816) | Louise van Sayn-Hachenburg (1772-1827)    | Louise van Sayn-Hachenburg (1772-1827)    | Louise van Sayn-Hachenburg (1772-1827) | Louise van Sayn-Hachenburg (1772-1827) | Louise van Sayn-Hachenburg (1772-1827) | Louise van Sayn-Hachenburg (1772-1827) |  |  |  |  |  |  |  |  |  |  |  |  |  |  |  |  |  |  |  |  |  |  |  |  |  |  |  |  |  |  |  |  |  |  |  |  |  |  |  |  |  |  |  |  |  |  |  |  |
| Ferdinand I der Beide Siciliën (1751-1825) | Ferdinand I der Beide Siciliën (1751-1825) | Ferdinand I der Beide Siciliën (1751-1825) | Ferdinand I der Beide Siciliën (1751-1825) | Ferdinand I der Beide Siciliën (1751-1825) | Ferdinand I der Beide Siciliën (1751-1825) | Maria Carolina van Oostenrijk (1752-1814) | Maria Carolina van Oostenrijk (1752-1814) | Maria Carolina van Oostenrijk (1752-1814) | Maria Carolina van Oostenrijk (1752-1814) | Maria Carolina van Oostenrijk (1752-1814)   | Maria Carolina van Oostenrijk (1752-1814)   |                                             |                                             | Karel IV van Spanje (1748-1819)             | Karel IV van Spanje (1748-1819)             | Karel IV van Spanje (1748-1819)                  | Karel IV van Spanje (1748-1819)                  | Karel IV van Spanje (1748-1819)                  | Karel IV van Spanje (1748-1819)                  | Maria Louisa van Parma (1751-1819)               | Maria Louisa van Parma (1751-1819)               | Maria Louisa van Parma (1751-1819) | Maria Louisa van Parma (1751-1819) | Maria Louisa van Parma (1751-1819)               | Maria Louisa van Parma (1751-1819)               |                                                  |                                                  | Keizer Leopold II (1747-1792)                    | Keizer Leopold II (1747-1792)                    | Keizer Leopold II (1747-1792) | Keizer Leopold II (1747-1792) | Keizer Leopold II (1747-1792)             | Keizer Leopold II (1747-1792)             | Marie Louise van Bourbon (1745-1792)      | Marie Louise van Bourbon (1745-1792)      | Marie Louise van Bourbon (1745-1792)      | Marie Louise van Bourbon (1745-1792)      | Marie Louise van Bourbon (1745-1792) | Marie Louise van Bourbon (1745-1792) |                                              |                                              | Frederik Willem van Nassau-Weilburg (1768-1816) | Frederik Willem van Nassau-Weilburg (1768-1816) | Frederik Willem van Nassau-Weilburg (1768-1816) | Frederik Willem van Nassau-Weilburg (1768-1816) | Frederik Willem van Nassau-Weilburg (1768-1816) | Frederik Willem van Nassau-Weilburg (1768-1816) | Louise van Sayn-Hachenburg (1772-1827)    | Louise van Sayn-Hachenburg (1772-1827)    | Louise van Sayn-Hachenburg (1772-1827) | Louise van Sayn-Hachenburg (1772-1827) | Louise van Sayn-Hachenburg (1772-1827) | Louise van Sayn-Hachenburg (1772-1827) |  |  |  |  |  |  |  |  |  |  |  |  |  |  |  |  |  |  |  |  |  |  |  |  |  |  |  |  |  |  |  |  |  |  |  |  |  |  |  |  |  |  |  |  |  |  |  |  |
|                                            |                                            |                                            |                                            |                                            |                                            |                                           |                                           |                                           |                                           |                                             |                                             |                                             |                                             |                                             |                                             |                                                  |                                                  |                                                  |                                                  |                                                  |                                                  |                                    |                                    |                                                  |                                                  |                                                  |                                                  |                                                  |                                                  |                               |                               |                                           |                                           |                                           |                                           |                                           |                                           |                                      |                                      |                                              |                                              |                                                 |                                                 |                                                 |                                                 |                                                 |                                                 |                                           |                                           |                                        |                                        |                                        |                                        |  |  |  |  |  |  |  |  |  |  |  |  |  |  |  |  |  |  |  |  |  |  |  |  |  |  |  |  |  |  |  |  |  |  |  |  |  |  |  |  |  |  |  |  |  |  |  |  |
|                                            |                                            |                                            |                                            | Frans I der Beide Siciliën (1777-1830)     | Frans I der Beide Siciliën (1777-1830)     | Frans I der Beide Siciliën (1777-1830)    | Frans I der Beide Siciliën (1777-1830)    | Frans I der Beide Siciliën (1777-1830)    | Frans I der Beide Siciliën (1777-1830)    |                                             |                                             |                                             |                                             |                                             |                                             | Maria Isabella van Bourbon (1789-1848)           | Maria Isabella van Bourbon (1789-1848)           | Maria Isabella van Bourbon (1789-1848)           | Maria Isabella van Bourbon (1789-1848)           | Maria Isabella van Bourbon (1789-1848)           | Maria Isabella van Bourbon (1789-1848)           |                                    |                                    |                                                  |                                                  |                                                  |                                                  |                                                  |                                                  |                               |                               | Karel van Oostenrijk-Teschen (1771-1847)  | Karel van Oostenrijk-Teschen (1771-1847)  | Karel van Oostenrijk-Teschen (1771-1847)  | Karel van Oostenrijk-Teschen (1771-1847)  | Karel van Oostenrijk-Teschen (1771-1847)  | Karel van Oostenrijk-Teschen (1771-1847)  |                                      |                                      |                                              |                                              |                                                 |                                                 | Henriëtte van Nassau-Weilburg (1797-1829)       | Henriëtte van Nassau-Weilburg (1797-1829)       | Henriëtte van Nassau-Weilburg (1797-1829)       | Henriëtte van Nassau-Weilburg (1797-1829)       | Henriëtte van Nassau-Weilburg (1797-1829) | Henriëtte van Nassau-Weilburg (1797-1829) |                                        |                                        |                                        |                                        |  |  |  |  |  |  |  |  |  |  |  |  |  |  |  |  |  |  |  |  |  |  |  |  |  |  |  |  |  |  |  |  |  |  |  |  |  |  |  |  |  |  |  |  |  |  |  |  |
|                                            |                                            |                                            |                                            | Frans I der Beide Siciliën (1777-1830)     | Frans I der Beide Siciliën (1777-1830)     | Frans I der Beide Siciliën (1777-1830)    | Frans I der Beide Siciliën (1777-1830)    | Frans I der Beide Siciliën (1777-1830)    | Frans I der Beide Siciliën (1777-1830)    |                                             |                                             |                                             |                                             |                                             |                                             | Maria Isabella van Bourbon (1789-1848)           | Maria Isabella van Bourbon (1789-1848)           | Maria Isabella van Bourbon (1789-1848)           | Maria Isabella van Bourbon (1789-1848)           | Maria Isabella van Bourbon (1789-1848)           | Maria Isabella van Bourbon (1789-1848)           |                                    |                                    |                                                  |                                                  |                                                  |                                                  |                                                  |                                                  |                               |                               | Karel van Oostenrijk-Teschen (1771-1847)  | Karel van Oostenrijk-Teschen (1771-1847)  | Karel van Oostenrijk-Teschen (1771-1847)  | Karel van Oostenrijk-Teschen (1771-1847)  | Karel van Oostenrijk-Teschen (1771-1847)  | Karel van Oostenrijk-Teschen (1771-1847)  |                                      |                                      |                                              |                                              |                                                 |                                                 | Henriëtte van Nassau-Weilburg (1797-1829)       | Henriëtte van Nassau-Weilburg (1797-1829)       | Henriëtte van Nassau-Weilburg (1797-1829)       | Henriëtte van Nassau-Weilburg (1797-1829)       | Henriëtte van Nassau-Weilburg (1797-1829) | Henriëtte van Nassau-Weilburg (1797-1829) |                                        |                                        |                                        |                                        |  |  |  |  |  |  |  |  |  |  |  |  |  |  |  |  |  |  |  |  |  |  |  |  |  |  |  |  |  |  |  |  |  |  |  |  |  |  |  |  |  |  |  |  |  |  |  |  |
|                                            |                                            |                                            |                                            |                                            |                                            |                                           |                                           |                                           |                                           | Ferdinand II der Beide Siciliën (1810-1859) | Ferdinand II der Beide Siciliën (1810-1859) | Ferdinand II der Beide Siciliën (1810-1859) | Ferdinand II der Beide Siciliën (1810-1859) | Ferdinand II der Beide Siciliën (1810-1859) | Ferdinand II der Beide Siciliën (1810-1859) |                                                  |                                                  |                                                  |                                                  |                                                  |                                                  |                                    |                                    |                                                  |                                                  |                                                  |                                                  |                                                  |                                                  |                               |                               |                                           |                                           |                                           |                                           |                                           |                                           | Theresia van Oostenrijk (1816-1867)  | Theresia van Oostenrijk (1816-1867)  | Theresia van Oostenrijk (1816-1867)          | Theresia van Oostenrijk (1816-1867)          | Theresia van Oostenrijk (1816-1867)             | Theresia van Oostenrijk (1816-1867)             |                                                 |                                                 |                                                 |                                                 |                                           |                                           |                                        |                                        |                                        |                                        |  |  |  |  |  |  |  |  |  |  |  |  |  |  |  |  |  |  |  |  |  |  |  |  |  |  |  |  |  |  |  |  |  |  |  |  |  |  |  |  |  |  |  |  |  |  |  |  |
|                                            |                                            |                                            |                                            |                                            |                                            |                                           |                                           |                                           |                                           | Ferdinand II der Beide Siciliën (1810-1859) | Ferdinand II der Beide Siciliën (1810-1859) | Ferdinand II der Beide Siciliën (1810-1859) | Ferdinand II der Beide Siciliën (1810-1859) | Ferdinand II der Beide Siciliën (1810-1859) | Ferdinand II der Beide Siciliën (1810-1859) |                                                  |                                                  |                                                  |                                                  |                                                  |                                                  |                                    |                                    |                                                  |                                                  |                                                  |                                                  |                                                  |                                                  |                               |                               |                                           |                                           |                                           |                                           |                                           |                                           | Theresia van Oostenrijk (1816-1867)  | Theresia van Oostenrijk (1816-1867)  | Theresia van Oostenrijk (1816-1867)          | Theresia van Oostenrijk (1816-1867)          | Theresia van Oostenrijk (1816-1867)             | Theresia van Oostenrijk (1816-1867)             |                                                 |                                                 |                                                 |                                                 |                                           |                                           |                                        |                                        |                                        |                                        |  |  |  |  |  |  |  |  |  |  |  |  |  |  |  |  |  |  |  |  |  |  |  |  |  |  |  |  |  |  |  |  |  |  |  |  |  |  |  |  |  |  |  |  |  |  |  |  |
|                                            |                                            |                                            |                                            |                                            |                                            |                                           |                                           |                                           |                                           |                                             |                                             |                                             |                                             |                                             |                                             |                                                  |                                                  |                                                  |                                                  |                                                  |                                                  |                                    |                                    |                                                  |                                                  |                                                  |                                                  |                                                  |                                                  |                               |                               |                                           |                                           |                                           |                                           |                                           |                                           |                                      |                                      |                                              |                                              |                                                 |                                                 |                                                 |                                                 |                                                 |                                                 |                                           |                                           |                                        |                                        |                                        |                                        |  |  |  |  |  |  |  |  |  |  |  |  |  |  |  |  |  |  |  |  |  |  |  |  |  |  |  |  |  |  |  |  |  |  |  |  |  |  |  |  |  |  |  |  |  |  |  |  |
|                                            |                                            |                                            |                                            |                                            |                                            |                                           |                                           |                                           |                                           |                                             |                                             |                                             |                                             |                                             |                                             |                                                  |                                                  |                                                  |                                                  |                                                  |                                                  |                                    |                                    |                                                  |                                                  |                                                  |                                                  |                                                  |                                                  |                               |                               |                                           |                                           |                                           |                                           |                                           |                                           |                                      |                                      |                                              |                                              |                                                 |                                                 |                                                 |                                                 |                                                 |                                                 |                                           |                                           |                                        |                                        |                                        |                                        |  |  |  |  |  |  |  |  |  |  |  |  |  |  |  |  |  |  |  |  |  |  |  |  |  |  |  |  |  |  |  |  |  |  |  |  |  |  |  |  |  |  |  |  |  |  |  |  |
| Lodewijk van Bourbon-Sicilië (1838-1886)   | Lodewijk van Bourbon-Sicilië (1838-1886)   | Lodewijk van Bourbon-Sicilië (1838-1886)   | Lodewijk van Bourbon-Sicilië (1838-1886)   | Lodewijk van Bourbon-Sicilië (1838-1886)   | Lodewijk van Bourbon-Sicilië (1838-1886)   |                                           |                                           | Alfons van Bourbon-Sicilië (1841-1934)    | Alfons van Bourbon-Sicilië (1841-1934)    | Alfons van Bourbon-Sicilië (1841-1934)      | Alfons van Bourbon-Sicilië (1841-1934)      | Alfons van Bourbon-Sicilië (1841-1934)      | Alfons van Bourbon-Sicilië (1841-1934)      |                                             |                                             | Maria Annunciata van Bourbon-Sicilië (1843-1871) | Maria Annunciata van Bourbon-Sicilië (1843-1871) | Maria Annunciata van Bourbon-Sicilië (1843-1871) | Maria Annunciata van Bourbon-Sicilië (1843-1871) | Maria Annunciata van Bourbon-Sicilië (1843-1871) | Maria Annunciata van Bourbon-Sicilië (1843-1871) |                                    |                                    | Maria Immaculata van Bourbon-Sicilië (1844-1899) | Maria Immaculata van Bourbon-Sicilië (1844-1899) | Maria Immaculata van Bourbon-Sicilië (1844-1899) | Maria Immaculata van Bourbon-Sicilië (1844-1899) | Maria Immaculata van Bourbon-Sicilië (1844-1899) | Maria Immaculata van Bourbon-Sicilië (1844-1899) |                               |                               | Maria Pia van Bourbon-Sicilië (1849-1882) | Maria Pia van Bourbon-Sicilië (1849-1882) | Maria Pia van Bourbon-Sicilië (1849-1882) | Maria Pia van Bourbon-Sicilië (1849-1882) | Maria Pia van Bourbon-Sicilië (1849-1882) | Maria Pia van Bourbon-Sicilië (1849-1882) |                                      |                                      | Maria Louise van Bourbon-Sicilië (1855-1874) | Maria Louise van Bourbon-Sicilië (1855-1874) | Maria Louise van Bourbon-Sicilië (1855-1874)    | Maria Louise van Bourbon-Sicilië (1855-1874)    | Maria Louise van Bourbon-Sicilië (1855-1874)    | Maria Louise van Bourbon-Sicilië (1855-1874)    |                                                 |                                                 | + 6 broers                                | + 6 broers                                | + 6 broers                             | + 6 broers                             | + 6 broers                             | + 6 broers                             |  |  |  |  |  |  |  |  |  |  |  |  |  |  |  |  |  |  |  |  |  |  |  |  |  |  |  |  |  |  |  |  |  |  |  |  |  |  |  |  |  |  |  |  |  |  |  |  |